# Pavel Tregubov
Pavel Tregubov (ryska: Павел Трегубов), född 21 december 1971, är en rysk internationell stormästare i schack. Han blev Europamästare i schack 2005 i Saint-Vincent med 8 poäng av 11. I september 2009 hade han en Elo-rating på 2649.